# Hygenhund
Der Hygenhund ist eine von der FCI anerkannte norwegische Hunderasse (FCI-Gruppe 6, Sektion 1.2, Standard Nr. 266).

## Herkunft und Geschichtliches
Der Hygenhund entstand in der zweiten Hälfte des 19. Jahrhunderts, als der norwegische Züchter Hygen importierte Holsteiner Bracken mit anderen nördlichen Brackenschlägen kreuzte.

## Kurzbeschreibung
Der Hygenhund wird bis zu 58 cm groß, mit rauem Haar, welches dicht und glänzend, aber nicht zu kurz sein sollte. Die Farben der Hunde sind: Rotbraun oder gelb-rot, oft mit schwarzer Schattierung am Kopf, am Rücken und am Ansatz der Rute, mit oder ohne weiße Abzeichen; Schwarz/lohfarben, üblicherweise mit weißen Abzeichen kombiniert; Weiß mit rotbraunen oder gelb-roten Abzeichen und getüpfelt, oder mit schwarz-lohfarbenen Abzeichen. Die Ohren sind mittelhoch angesetzt, dünn und weich, weder breit noch lang, und verjüngen sich zur abgerundeten Spitze hin.

## Verwendung
Der Hygenhund findet als Jagd- und Begleithund Verwendung.